# Luis de Vílchez
Luis de Vílchez, también citado como Luis de Vílches, fue un maestro de obras de arquitectura y talla del siglo XVIII. Se desconoce la fecha exacta y lugar de nacimiento, pero se tiene constancia de que estuvo activo en la ciudad de Sevilla (España) en el periodo comprendido entre 1708 y 1739, posteriormente se trasladó a Nueva España. Vivía en las proximidades de la Iglesia de la Magdalena (Sevilla) y participó en diferentes obras de importancia. Su trabajo más conocido es el diseño del mueble o caja que contiene los órganos de la Catedral de Sevilla que realizó entre 1725 y 1729 en colaboración con Pedro Duque Cornejo, Francisco Martín Calero y Felipe de Castro. En 1732 realizó el altar mayor de la Iglesia de la Asunción de Espartinas, entre los años 1736 y 1739 la sillería del coro de iglesia parroquial de San Vicente Mártir de Sevilla y en 1739 la caja para el órgano de la iglesia del Convento de San Pablo (Sevilla).